# 異世界混合大舞踏会
「異世界混合大舞踏会 (feat. おばけ)」（いせかいこんごうだいぶとうかい フィーチャリングおばけ）は、日本のシンガーソングライター星野源の楽曲。2022年（令和4年）7月18日にSPEEDSTAR RECORDSより配信限定シングルとしてリリースされた。
同楽曲は、映画『ゴーストブック おばけずかん』（山崎貴監督）の主題歌として書き下ろされた楽曲。

## 背景
2022年（令和4年）5月25日に星野が『ゴーストブック おばけずかん』の主題歌を担当することが発表され、同年7月12日には配信限定シングルとして2022年7月18日にリリース予定と発表された。
『ゴーストブック おばけずかん』で、図鑑坊の声を演じる釘宮理恵、一反木綿の声を演じる下野紘、山彦の声を演じる杉田智和の3人がサビのコーラスで参加している。

同楽曲について星野は、
とコメントしている。

## 収録曲と規格
| 作詞･作曲・編曲：星野源 |                                       |      |            |      |
| #                       | タイトル                              | 作詞 | 作曲・編曲 | 時間 |
| 1.                      | 「異世界混合大舞踏会 (feat. おばけ)」 |      |            | 3:45 |
| 合計時間:               | 合計時間:                             | 3:45 |            |      |

## ミュージックビデオ
本楽曲のミュージックビデオは、リリース当日となる2022年6月18日にYouTubeにてプレミア公開された。監督はテレビアニメ
『呪術廻戦』第1期のエンディングの作画を手がけたアニメーター・五十嵐祐貴が務めた。

## パフォーマンス

### テレビ披露
| 日時           | 放送局 | 番組名                 |
| -------------- | ------ | ---------------------- |
| 2022年12月19日 | TBS系  | 『CDTVライブ!ライブ!』 |

## 参加ミュージシャン
- 星野源 : Vocal, Chorus, Prophet-5, DX-7, Juno-6, Jupiter-8, OB-Xa, Minimoog, Matrix-12, PPG Wave2.0, Emulator II, CZ-101, Music Easel, Theremin, STVC, Synthesizer, Programming
- mabanua : Electric Bass, Rhodes, DX-7, Juno-6, Jupiter-8, OB-Xa, Minimoog, MS-20, Clavinet, Theremin, Synthesizer, Programming
- 長岡亮介 : Electric Guitar, Chorus
- 海野雅威 : Two Voice, STVC
- 図鑑坊（釘宮理恵）: Chorus
- 一反木綿（下野紘）: Chorus
- 山彦（杉田智和）: Chorus

- スタッフ
  - Co-Arrangement：mabanua
  - Chorus Arrangement：長岡亮介
  - Recorded : 渡辺省二郎、斎田崇、mabanua
  - Assisted：後藤哲、眞鍋広
  - Mixed：渡辺省二郎
  - Mastered：内田孝弘